# 好多好多
《好多好多》是大塚愛第23張單曲,於2014年5月21日於日本發行。

## 收錄曲目

### CD
1. 好多好多 (3:36)
2. 呵呵呵 (4:10)
3. 好多好多（演奏版）(3:36)
4. 呵呵呵（演奏版）(4:08)

### DVD
1. (Music Clip)